# برلمان مالطا
برلمان مالطا (بالإنجليزية: Parliament of Malta)‏ ((بالمالطية: Il-Parlament ta' Malta)‏)  هو الهيئة التشريعية في مالطا، ويتكون من 69  مقعداً، يقع المقر الرئيسي له في Parliament House (Malta) ‏. في 13 يناير 2020 تولى عضو البرلمان روبرت أبيلا منصب رئيس مالطا.